# سبات (ابنة ملك)
سبات، (بكسر السين)، ابنة ملك مصري من الأسرة الثانية عشر. لقبها الوحيد المعروف هو "ابنة الملك من صلبه" (حرفيا: من جسده). ولم يتم حتى الآن العثور على أي ذكر آخر لها سوى على الجزء الخلفي (الخلفية) لقاعدة تماثيل عُثِر عليها في سرابيط الخادم في سيناء. التماثيل التي كانت على القاعدة فُقدت، لكنها كانت تصوّر طائر صقر والملك آمنمحات الأول، والملك سنوسرت الأول. النقش يذكر في الجزء العلوي آمنمحات الثاني، وفي سطر سفلي سنوسرت الأول، وابنة الملك سبات، وزوجة الملك نفرو، ثم آمنمحات الأول مرة أخرى ومن جديد سنوسرت الأول. من هذه الأدلة يبدو واضحًا أن سبات كانت ابنة سنوسرت الأول ونفرو الثالثة وشقيقة آمنمحات الثاني.